# Integrativ psykoterapi
Integrativ psykoterapi eller integrativ terapi henviser til en en række beslægtede tilgange inden for psykoterapi, hvor terapeuten anvender elementer og metoder fra forskellige terapeutiske traditioner og teoretiske perspektiver. Målet med integrativ terapi er at skabe en skræddersyet tilgang, der passer til den enkelte klient og dennes unikke behov. Forskning viser, at der er positiv effekt af at sammensætte forskellige tilgange i psykoterapien.

## Integrationsterapi
Integrativ terapi er beslægtet men ikke identisk med integrationsterapi, som er en terapeutisk metode, der fokuserer på at hjælpe mennesker med at integrere forskellige aspekter af deres oplevelser, følelser, tanker og identitet. Formålet er at skabe større helhed, harmoni og balance i psyken. Integrationsterapi bygger ofte på en kombination af psykologiske teorier og metoder.  Der findes forskellige former for integrationsterapi, som for eksempel sensorisk integrationsterapi, psykodynamisk integationsterapi, kognitiv integrationsterapi, transpersonlig integrationsterapi og psykedelisk integrationsterapi. 

## Målgruppe og anvendelsesområde
Målgruppen og anvendelsesområdet for integrativ terapi kan være ret bredt, da denne tilgang søger at tilpasse sig den enkelte klients behov. Generelt set kan integrativ terapi være relevant for enkeltpersoner, par og familier, samt grupper, der ønsker at arbejde med psykiske, følelsesmæssige eller relationelle udfordringer.
Generelt set kan integrativ terapi tilpasses en bred vifte af klienter, situationer og psykiske sundhedsproblemer, hvilket gør det til en alsidig tilgang til psykoterapi. Terapeuten vil ofte arbejde sammen med klienten for at tilpasse terapien til klientens behov. Dog er der visse tilfælde, hvor andre terapeutiske tilgange eller interventioner måske er mere hensigtsmæssige eller anbefales i stedet:
- Personer med alvorlige psykiske lidelser, såsom skizofreni, alvorlig bipolar lidelse eller alvorlig personlighedsforstyrrelse, kan fx. have brug for mere specialiserede behandlinger, herunder medicinsk intervention eller strukturerede terapiformer som dialektisk adfærdsterapi (DBT) eller kognitiv adfærdsterapi (KAT).
- Integrativ terapi indebærer ofte en vis grad af selvrefleksion, åbenhed og samarbejde fra klientens side. Hvis en person ikke er klar til eller villig til at deltage aktivt i terapien, kan andre tilgange være mere hensigtsmæssige.
- Nogle klienter foretrækker desuden eller har brug for en mere struktureret tilgang til terapi, som f.eks. kognitiv adfærdsterapi (KAT). Hvis en klient har klare præferencer eller tidligere erfaringer med en bestemt terapeutisk tilgang, kan det være mere hensigtsmæssigt at følge disse præferencer.

## Hovedtræk
Den integrative tilgang tager afsæt i, at der ikke findes nogen enkelt terapeutisk model, som er tilstrækkelig til alle klienter eller til alle situationer. Derfor trækker integrativ psykoterapi på forskellige teoretiske perspektiver og psykoterapeutiske tilgange. Terapeuten kan også inddrage teknikker og interventioner fra andre områder som kunstterapi, mindfulness eller kropsterapi, alt afhængigt af klientens behov og præferencer.
Den integrative tilgang til psykoterapi fremhæver betydningen af at se klienten som en hel person med forskellige dimensioner, herunder krop, sind, sjæl og ånd. Terapeuten tilpasser terapien til klientens unikke livsfortælling, personlighed og behov.
Det er vigtigt at bemærke, at integrativ psykoterapi ikke er en terapeutisk skole i sig selv, men snarere en overordnet tilgang, der kan omfatte elementer fra forskellige terapeutiske tilgange som for eksempel psykodynamisk psykoterapi, humanistisk psykoterapi, eksistentiel terapi eller andre tilgange. Den konkrete integrativ tilgang kan variere betydeligt afhængigt af den enkelte terapeuts træning, erfaring og filosofi.
Nogle ser snarere integrativ psykoterapi som en holistisk bevægelse inden for psykoterapien end som en skole eller en retning.
I praksis kan integrativ psykoterapi antage mange forskellige former, og terapeuten kan have sin egen unikke tilgang baseret på sin uddannelse, erfaring og personlige filosofi. Målet er dog altid at skabe en terapeutisk ramme, der bedst muligt støtter klientens personlige vækst og velbefindende.

## Centrale ideer
1. Helhedsorientering: Integrativ psykoterapi betragter individet som en helhed, og terapeuten søger at forstå klientens mentale, følelsesmæssige, fysiske og åndelige dimensioner[1]. Denne tilgang tager højde for, at alle disse aspekter er sammenflettede og påvirker hinanden.
2. Fleksibilitet: Integrative terapeuter er kendt for at være fleksible og tilpasse deres tilgang til klientens unikke behov[1]. Dette indebærer at kunne trække på forskellige terapeutiske metoder og teknikker baseret på, hvad der virker bedst for den enkelte klient.
3. Sammensætning af forskellige tilgange: Integrativ terapi sammensætter principper og teknikker fra forskellige terapiformer[4]. Dette giver terapeuten et bredt praktisk spektrum at arbejde ud fra.
4. Relation: Terapeutens relation med klienten betragtes som afgørende i integrativ psykoterapi. Den terapeutiske alliance er central, og terapeuten sigter mod at skabe et trygt rum, hvor klienten kan udforske og forstå deres indre verden.
5. Procesorienteret tilgang: Integrativ terapi lægger mere vægt på terapeutisk proces end på teknikker. Terapeuten er opmærksom på, hvordan klienten reagerer på terapien og tilpasser tilgangen for at imødekomme klientens aktuelle behov.
6. Selvudvikling og Empowerment: Integrativ terapi sigter mod at fremme klientens selvudvikling og empowerment. Dette kan indebære at hjælpe klienten med at identificere og udnytte deres styrker og ressourcer.

## Effekt
Forskning har vist, at integrativ terapi kan være effektiv for en række psykiske sundhedsproblemer, og mange terapeuter og klienter finder det nyttigt på grund af fleksibiliteten og tilpasningsdygtigheden ved tilgangen. Som med enhver terapeutisk tilgang vil effekten af integrativ terapi afhænge af terapeutens kvalifikationer og den specifikke dynamik mellem terapeut og klient.